# 2013년 야안 지진

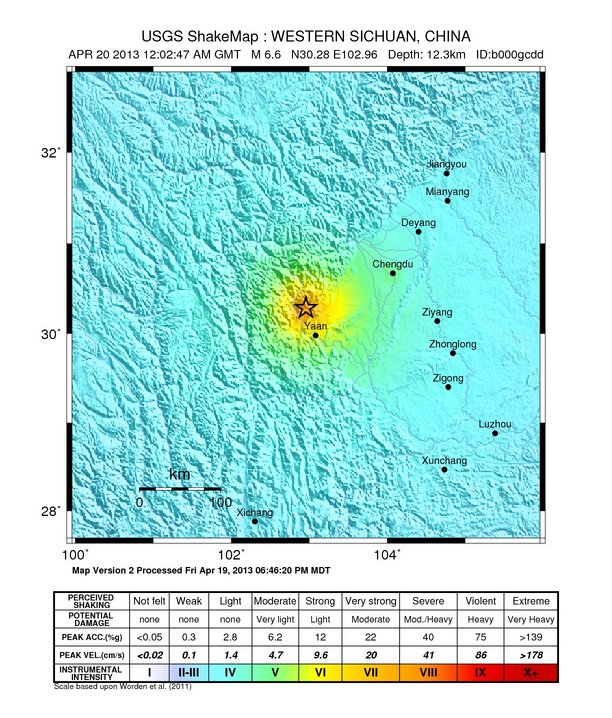

2013년 야안 지진(2013年雅安地震) 또는 2013년 루산 지진(2013年蘆山地震)은 2013년 4월 20일 8시 2분경 (CST), 중국 쓰촨성 야안 시 루산 현 룽먼 향(龙门乡)에서 일어난 지진이다. 규모는 7.0이다.

## 피해
쓰촨 성 지진국에 따르면 20일 오후 5시 40분 (UTC+9)까지 113명이 사망했다. 21시 00분 (UTC+9)까지 사망자는 156명, 부상자는 5878명, 중상자는 390명으로 늘어났다.

## 같이 보기
- 중국의 지진 목록